# Dukvara
Dukvara är en teknisk term för alla produkter av textil karaktär (fiberduk, nät, trikå) oberoende av vilket material de är tillverkade av som både kan bredas ut och rullas.